# Casa a Altet
La Casa a Altet és una masia d'Altet, al municipi de Tàrrega (Urgell), inclosa a l'Inventari del Patrimoni Arquitectònic de Catalunya.

## Descripció
És un mas aïllat del nucli urbà situat als afores de la població d'Altet, abandonat. Es tracta d'un edifici de planta rectangular més les dependències annexes als laterals, tot de grans dimensions. Està estructurat en dues plantes diferenciades, la planta baixa i la primera planta. A més a més, sota el teulat hi devia tenir lloc les golfes de la casa.
Els murs són de pedra de diferents mides, col·locades en fileres desiguals i unides sense morter. La coberta és original, a dos vessants però a la part central s'eleva un petit cos triangular que albergava les golfes. Actualment enderrocat. Pel que fa a les obertures de la casa s'hi nota que segueix un eix vertebrador, tant en la planta baixa com en la primera.
A la planta baixa s'obrien tres majestuoses portes d'arc de mig punt rebaixat emmarcades amb pedra. Estan les tres paredades. Als laterals d'aquesta planta s'obren tres petites finestres quadrades, també emmarcades amb pedra i, al seu interior una reixa forjada. Són les úniques de la casa que no estan tapiades.
En el primer pis segueix el mateix estil que la planta baixa havent-hi tres finestres, amb arcs rebaixats, a la façana i tres més als murs laterals, just a sobre. Totes presenten les mateixes característiques, excepte la finestra central de la façana on hi ha la presència d'un balcó. Al lateral dret de la casa s'hi adossa un gran pati quadrangular creat amb un mur de poca alçada, també de pedra que tanca tot el contorn. Devia servir per usos agrícoles i ramaders.